# Marginulatus
Marginulatus – wymarły rodzaj chrząszczy z rodziny Trogossitidae, obejmujący tylko jeden znany gatunek: Marginulatus venustus.
Gatunek i rodzaj zostały opisane w 2014 roku przez Yu Yali, Adama Ślipińskiego, Richarda Leschena, Ren Donga i Pang Honga. Opisu dokonano na podstawie pojedynczej skamieniałości pochodzącej z piętra keloweju w jurze, odnalezionej w formacji Jiulongshan w okolicy wsi Daohugou, na terenie chińskiej Mongolii Wewnętrznej.
Chrząszcz ten miał ciało długości 8,13 mm i szerokości 4,32 mm, w zarysie podłużno-owalne, dwukrotnie dłuższe niż szerokie. Stosunkowo duża, poprzeczna, prognatyczna głowa miała wypukłe oczy, szeroko rozmieszczone szwy gularne, poprzeczną bródkę i 11-członowe czułki zwieńczone 3-członowymi buławkami o ciasno upakowanych członach. Przedtułów był wyraźnie poprzeczny. Najszersze pośrodku przedplecze miało tępe, lekko wystające kąty przednie. Zamknięte od zewnątrz panewki przednich bioder miały hypomeralne wyrostki zabiodrowe silnie nachodzące na wierzchołek wyrostka przedpiersia. Biodra odnóży środkowych były wąsko, a tylnych bardzo wąsko odseparowane. Śródpiersie było niewyniesione, a na zapiersiu brakowało szwów metakatepisternalnych. Pokrywy cechowały prawie równoległe boki i delikatne punktowanie. Odwłok miał pięć widocznych sternitów, z których pierwszy zaopatrzony był w bardzo smukły wyrostek międzybiodrowy o spiczastym wierzchołku.